# Карелль, Отто Карлович
Отто Карлович Карелль (эст. Otto Karell; 27 ноября 1893, Раэ, Ревельский уезд, Эстляндская губерния, Российская империя — 3 января 1946 года, Таллин, Эстонская ССР, СССР) — эстонский военачальник, подполковник.

## Биография
Окончил Ревельскую Николаевскую гимназию в 1914 году и Павловское военное училище в Санкт-Петербурге в 1915 году. Участвовал в Первой мировой войне и был ранен, службу проходил в одном из резервных батальонов Юрьева. 
После провозглашения независимости Эстонии с 25 ноября 1918 года служил в эстонской армии: сначала в 4-м пехотном полку, а затем в штабе 3-й дивизии с 23 ноября 1919 года, как командир инженерных частей. Считался одним из высококлассных специалистов по связи в эстонской армии. После завершения Эстонской освободительной войны Отто Карелль был награждён орденом Орлиного креста 4-й степени.
В 1921—1923 годах учился на юридическом факультете Тартуского университета. В 1927 году окончил курсы военных инженеров; 16 февраля 1940 года произведён в подполковники. После присоединения Эстонии к СССР возглавил 157-й отдельный батальон связи при 180-й стрелковой дивизии.
8 августа 1941 года попал в плен к немцам и считался пропавшим без вести, но в 1942 году был освобождён. 
Скончался 3 января 1946 года в Таллине.